# 魔都 恐怖仮面之巻
『魔都 恐怖仮面之巻』（まと きょうふかめんのまき）は、栗本薫によるミステリ小説。

## 概要
孤独を託つ作家が迷い込んだ幻の世界、もうひとつの「明治」を舞台とした幻想的なミステリ。同年に著者が製作したミュージカルを小説化したもの。
講談社が企画した複数の作家による「創業八十周年記念推理特別書下ろし」シリーズの1作品として、1989年6月28日に単行本（ISBN 4-06-193982-3）が刊行された。のち、1992年8月15日に講談社文庫版（ISBN 4-06-185212-4）が刊行されている。表紙は単行本版、文庫版ともに木原敏江が担当している。
本書の刊行後、1989年8月に同タイトルのミュージカルが上演された。また、本書もしくはミュージカルの続編についての構想もあり、『魔都 怪盗おぼろ之巻』とのタイトルが予告されていたが、小説、ミュージカルともに実現はしなかった。

## あらすじ
孤独を託つ26歳の作家・武智小五郎は、自らが描く小説の幻想的な夢の中に生きたいと願っていた。ある夜、酒の席で友人の作家の大河原三郎に暴言を吐かれた武智は、いつしか夜の霧の中に囚われ、意識を失っていた。
意識を取り戻した武智は、自分が憧れていたような異世界にいることに気がついた。そこは過去の世界ながらも、実際には存在しなかったはずの明治47年の帝都・東京であった。
その世界での彼はしがない作家ではなく、警視総監の信頼も厚い名探偵であった。そして彼を待っていたのは、かの切裂きジャックのごとき「恐怖仮面」と呼ばれる紳士風の人物による連続殺人事件であった。名探偵として事件の捜査に当たる一方、美しい女給との恋に落ちた武智。その彼の前に男装の麗人・桂木環が現れた時から、武智の運命が大きく動き出す。

## 主要な登場人物

### 〈現実世界〉
武智小五郎
26歳の売れない小説家。
大河原三郎
ベストセラー作家。武智の友人。

### 〈明治47年の世界〉
武智小五郎
世界的に有名な名探偵。
三島道庸
日本国警視総監。
春子
カフエ・プランタンの女給。武智と恋に落ちる。
桂木環
男装の麗人。婦人参政権運動の活動家にして小説家。
恐怖仮面
帝都を騒がす謎の連続殺人鬼。

## ミュージカル
本書と同タイトルのミュージカルが、1989年8月3日から20日まで 銀座博品館劇場にて上演された。

### キャスト
- 女給春子／桂木環：旺なつき
- 武智小五郎：南條豊
- 三島総監／春山編集長：治田敦
- 両津巡査／大河原三郎：後藤宏行
- 髭田巡査長／森川：神山陣
- 女給おさよ／ミチ子：高瀬美亜
- 豊三：ハマン
- さなえ：杉山紗月
- 女給お光：園山晴子
- 女給お加代：朝吹里香
- 女給おとら：夏姫久美子
- 警官山田／辻音楽師：岡本順太郎
- 警官佐藤：西村仁
- ショール屋のおかみ：北林優香

### スタッフ
- 作・演出：中島梓
- 演出補：菅原道則
- 作詞：アンあんどう／中島梓
- 作曲：中島梓／難波弘之
- 音楽：難波弘之
- 振付：江夏淳
- 振付助手：古川里香
- タップ振付：本間窓奈
- 歌唱指導：泉忠道
- 装置：金井勇一郎
- 照明：塚本悟／浜照男
- 音響効果：岩下雅夫
- 舞台監督：矢田貝誠吾／福井啓介

### ミュージカル・ナンバー
1. 魔都のテーマ
2. ハードロック
3. おまえはピエロ
4. 夢の中へI春子ヴァージョン
5. 帝都行進曲
6. 明治四十七年
7. 恐怖仮面
8. カフェへおいで
9. 夢幻―MUGEN
10. 春子の子守唄
11. 夢の中へIIデュエット・ヴァージョン
12. 春子
13. 闇に生きる
14. カフェ・プランタン
15. 桜の唄
16. まるでヴィオロンのように
17. 光vs闇
18. 困・つ・た
19. あこがれ
20. 地獄へ堕ちろ
21. 炎
22. 赤い月
23. DA・RE・DA
24. 夢の中へIIIコーラス・ヴァージョン
25. AGAIN（もう一度）
26. カーテン・コール